# Burgstall Am Rothen Berg
Der Burgstall Am Rothen Berg bezeichnet eine abgegangene mittelalterliche Höhenburg auf dem Rotenberg bei Lipperts, einem Ortsteil der Gemeinde Leupoldsgrün im Landkreis Hof in Bayern.
Der Burgstall befindet sich auf einem Bergsporn und fällt besonders in westliche und südliche Richtung schroff ab. Am Fuß des Berges verläuft der Rothenbach als früherer Grenzbach. Der überhöhte ovale Kernhügel ist von einem Graben und einem Außenwall umgeben. Auf dem Kernhügel konnte ein viereckiges Turmfundament festgestellt werden. Scherbenfunde der 1960er Jahre wurden in das 14. Jahrhundert datiert. Die Burg soll bis in die Mitte des 14. Jahrhunderts zur Grenzsicherung in Richtung Rothenbürg gedient haben. Dort trafen mit dem Amt Schauenstein burggräfliche auf vogtländische Interessen. Es wird vermutet, dass die Anlage den Leupoldsgrüner Bürgern als Fliehburg diente, sie soll bis zum Dreißigjährigen Krieg genutzt worden sein. Die Stelle ist als Bodendenkmal mit der Denkmalnummer D-4-5636-0012 geschützt.